# Столовий сервіз

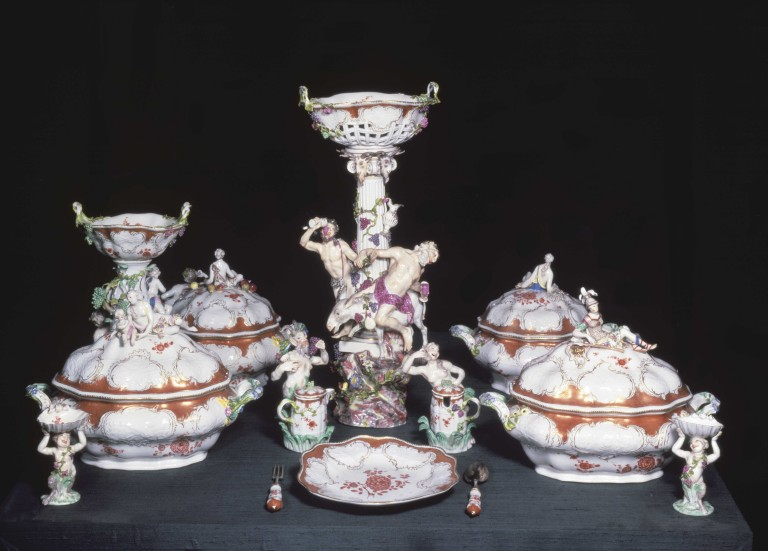

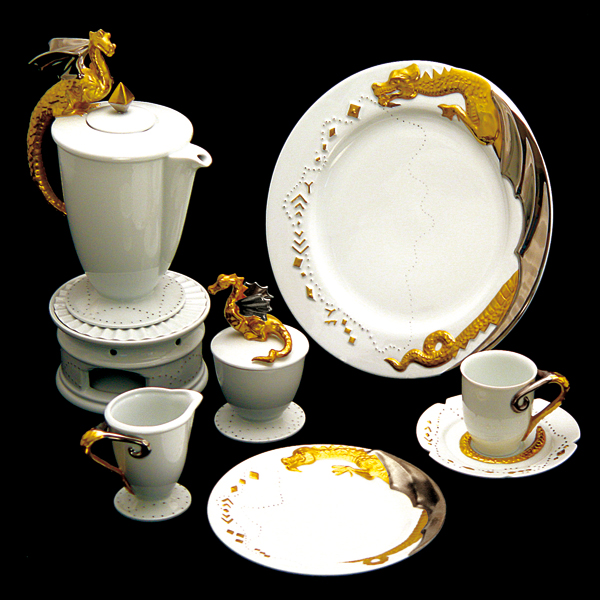

Столо́вий серві́з (фр. service — «подача на стіл») — сервіз, призначений для подання обіду, розрахований на певну кількість осіб (гарнітур). Складається з п'яти тарілок — підставкова, для гарячого, закусочна, пиріжкова і супова. Може містити круглі тарілочки для м'яса, овальні для риби, салатниці, супниця, соусник, сільничка тощо. Отже, на 12 осіб у столово-чайно-кавовому варіанті буде потрібно близько 100 предметів.

## Якість сервізу
Якісна порцелянова маса має бути абсолютно чистою, без найменших дефектів і вкраплень. Елітна порцеляна надзвичайно біла і прозора настільки, що малюнок має просвічувати на світло, але заодно навдивовижу міцна.

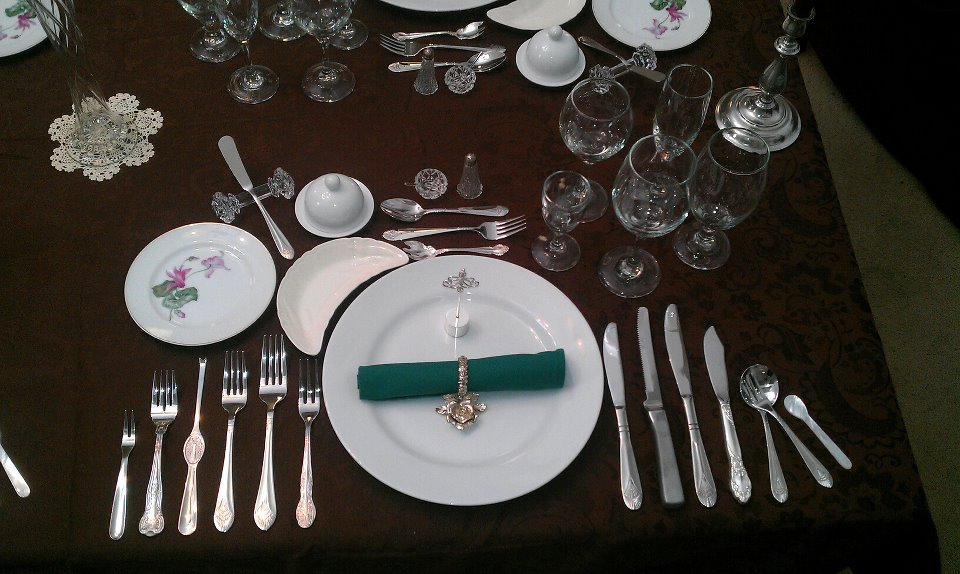

## Галерея

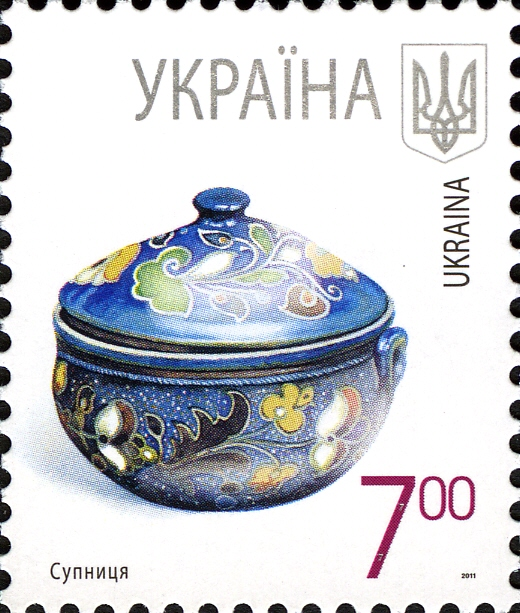
Поштова марка "Супниця, 7,00 грн.", Пошта України, 2011 рік